# Dirk Fock (Dirigent)

Dirk Fock (um 1900)

Dirk Fock (auch unter dem Künstlernamen Dirk Foch bekannt; * 18. Juni 1886 in Batavia; † 24. Mai 1973 in Orselina) war ein niederländischer Dirigent und Komponist.

## Leben und Werk
Dirk Fock wurde am 18. Juni 1886 als Sohn niederländischer Eltern in Batavia, dem heutigen Jakarta, geboren. 1898 kehrte die Familie in die Niederlande zurück. Gegen den Willen seines Vaters Dirk Fock sen. (1858–1941), einem Juristen, entschied sich Dirk Fock jun. für eine Karriere als Berufsmusiker.
Er studierte in Amsterdam und später in Berlin bei Karl Muck und Arthur Nikisch Dirigieren sowie Violine bei Anton Witek.
Arthur Nikisch und der Konzertmeister der Berliner Symphoniker Anton Witek verschafften dem jungen Musiker Auftrittsmöglichkeiten mit den Symphonikern unter berühmten Dirigenten wie Gustav Mahler. Fock entwickelte sich auch zielstrebig als Dirigent. 1911 wurde er Chefdirigent der Kurfürstlichen Oper Berlin, ein Jahr später wurde er Dirigent der Mülhausener Oper. Von 1913 bis 1915 leitete er dann die Orchestervereinigung Göteborg. Er gastierte dann in Stockholm und von 1917 bis 1919 häufig am Concertgebouw in Amsterdam. Von 1914 bis 1924 wirkte er in den Vereinigten Staaten in New York. Im Jahre 1922 war er Mitbegründer und Chefdirigent der American Orchestral Society, einer Institution, die jungen Musikern und Dirigenten die Möglichkeit bot, Orchestererfahrung auf hohem Niveau zu sammeln. Von 1924 bis 1928 war er Dirigent des Wiener Konzertvereins. Er leitete zu dieser Zeit eine Dirigentenklasse an der Wiener Musikakademie. 1940 ging Dirk Fock wieder in die Vereinigten Staaten, wo er amerikanischer Staatsbürger wurde.
Dirk Fock zog sich 1948 vom aktiven Musikleben zurück. 1959 ließen er sich mit seiner Frau Christine Suze Moltzer in Orselina im Tessin nieder, wo beide ihren Ruhestand verbrachten.  Aus der früheren Ehe mit der Sängerin und Schauspielerin Consuelo Flowertown (1901–1965) hatte Dirk Fock eine Tochter, die in den USA bekannte Hollywood-Schauspielerin Nina Foch. Dirk Fock starb am 24. Mai 1973 in Orselina.
Dirk Fock schrieb die Oper Hero und Leander nach Franz Grillparzer, das musikalische Festspiel From Acon to Acon, Ein hohes Lied für Sprechstimme und Orchester (fünf Fragmente aus der Bibel), ein Violinkonzert und Sonaten für Klavier.